# Aeroportul Internațional Larnaca
Aeroportul Internațional Larnaca (IATA: LCA, ICAO: LCLK) este un aeroport din Larnaca, Larnaca Municipality⁠(d), Larnaca, Cipru ce deservește zona Larnaca. Aeroportul a fost tranzitat în 2022 de 6.037.053 de pasageri. A fost deschis în 8 februarie 1975 și numit după zona deservită.
Situat la o altitudine de 2 m, aeroportul dispune de 1 pistă.

## Infrastructură

### Piste
Aeroportul dispune de o singură pistă. Pista 04/22 are suprafața de asfalt și dimensiunile 2.994 m × 45 m. 